# Гильбоа, Ицхак
Ицхак Гильбоа (англ. Itzhak Gilboa; ивр. יצחק גלבוע‎; родился 13 февраля 1963, Тель-Авив, Израиль) — израильский экономист, профессор экономики Тель-Авивского университета, соавтор модели «максимин ожидаемой полезности».

## Биография
Ицхак родился 13 февраля 1963 года в Тель-Авиве.
И. Гильбоа получил в 1982 году степень бакалавра наук по математике c отличием и бакалавра искусств по экономике c отличием в Тель-Авивском университете. Магистерскую степень по экономике с отличием получил в 1984 году также в Тель-Авивском университете. Магистерская диссертация на тему «Совокупные предпочтения» была написана под руководством Дэвида Шмейдлера. В 1987 году был удостоен докторской степени по экономике в Тель-Авивском университете. Докторская диссертация на тему «Неаддитивные измерения вероятности и их применение в теории полезности» была написана под руководством Дэвида Шмейдлера.
Преподавательскую деятельность начал в качестве ассистента профессора в 1987—1990 годах, затем был ассоциированным профессором в 1990—1992 годах, профессором кафедры Фредерика Неммерса в 1992—1997 годах, кафедры теории принятия решений в Школе менеджмента Келлога при Северо-Западном университете.
И. Гильбоа является профессором с 1997 года и заведующим кафедрой с 2008 года Школы экономики Эйтана Бегласа при Тель-Авивском университете, профессором экономики с 2008 года и заведующим кафедрой с 2010 года HEC Paris, соредактором журнала Econometrica с 2014 года, членом Общества развития экономической теории с 2013 года.
И. Гильбоа был приглашённым профессором экономики Пенсильванского университета в 1995—1997 годах, профессором экономики Бостонского университета в 1997—1999 годах, редактором журналов «Econometrica» в 2001—2007 годах, «Games and Economic Behavior» в 1991—2008 годах, «International Journal of Game Theory» в 1996—2002 годах, «Journal of Economic Theory» в 1994—2008 годах.
Семья
Ицхак Гильбоа женился на Еве Гильбоа-Шехтман и у них родились дочери Альма и Эрга.

## Вклад в науку
И. Гильбоа совместно с Д. Шмейдлером в своей статье от 1989 года «Максимин ожидаемой полезности с неуникальным априором» предложили модель максимина ожидаемой полезности (англ. maximin expected utility) с множественными априорными предположениями, которая представляет собой критерий принятия решений для объяснения парадокса Эллсберга. В условиях неопределённости агент имеет полное множество {\displaystyle X} вероятных событий {\displaystyle \pi }, которые агент оценивает для максимизации полезности. Модель основана на функции полезности и наборе субъективных вероятностных распределений наступлений событий, предполагающие, что люди оценивают решения на основе минимальной ожидаемой полезности по этому классу распределений.
И. Гильбоа и Д. Шмайдлер в своей статье 1994 года «Аддитивные представления о неаддитивных мерах и интеграле Шоке» предложили, что «ожидаемая полезность Шоке» основана на функции полезности, заменяющей аддитивную вероятностную меру субъективной ожидаемой полезности на неаддитивную меру по событиям, заменяя стандартную формулу ожидаемой полезности альтернативным понятием ожидания в отношении этой неаддитивной мерой.

## Награды
За свои достижения в области экономики был удостоен рядом наград:
- 1984 — двухлетняя стипендия Джозефа Бухмана;
- 1992 — двухлетняя исследовательская стипендия Альфреда Слоуна[англ.];
- 1992 — премия Сидни Леви как лучшему преподавателю;
- 2000 — избран членом Эконометрического общества;
- 2001 — избран членом Фонда Коулса[англ.] при Йельском университете;
- 2005—2011 — член совета Общества теории игр.
- 2014 — исследовательская премия от Фонда HEC[7].